# Герберт, Филипп, 5-й граф Пембрук
Филипп Герберт (англ. Philip Herbert; 1621 — 11 декабря 1669) — английский аристократ, 5-й граф Пембрук, 2-й граф Монтгомери, 2-й барон Герберт из Шурланда, 5-й барон Герберт из Кардиффа с 1660 года. Сын Филиппа Герберта, 4-го графа Пембрука, и его первой жены Сьюзен де Вер. Учился в Эксетерском колледже в Оксфорде,занимал пост лорда-лейтенанта Сомерсета в 1640—1642 годах, заседал в Палате общин как депутат от Гламоргана и Уилтшира. Унаследовал семейные владения после смерти отца в 1650 году, после реставрации Стюартов в 1660 году занял своё место в восстановленной Палате лордов.

## Семья
Герберт был женат дважды. В 1639 году он женился на Пенелопе Наунтон, дочери сэра Роберта Наунтона и Пенелопы Перро, вдове Пола Бейнинга, 2-го виконта Бейнинга. В этом браке родился сын Уильям (1640—1674), ставший 6-м графом Пембруком. Овдовев, Филипп женился в 1649 году на Кэтрин Вильерс, дочери сэра Уильяма Вильерса, 1-го баронета. В этом браке родились:
- Сьюзен, жена Джона Полетта, 3-го барона Полетта[4];
- Мэри, жена сэра Джона Сиденхама, 2-го баронета[5];
- Кэтрин, жена сэра Джона Уильямса, 2-го баронета[6];
- Филипп (1653—1683), 7-й граф Пембрук[7];
- Томас (1656—1733), 8-й граф Пембрук[8].